# Danki II
Danki II est une localité du Cameroun située dans l'arrondissement de Bogo, le département du Diamaré et la région de l’Extrême-Nord. 

## Population
En 1975, la localité comptait 26 habitants, des Peuls.
Lors du recensement de 2005, on y a dénombré 680 personnes.